# Džamija Fethija u Bihaću
Fethija džamija se nalazi u Bihaću, a sagrađena je prvobitno kao crkva svetog Antuna Padovanskog 1266. godine, u gotičkom stilu te je i jedna od rijetkih europskih islamskih bogomolja u gotičkom arhitektonskom stilu. Današnja Fethija džamija se smatra najstarijom građevinom gotičkog stila na području Bosne i Hercegovine. Proglašena je za nacionalni spomenik BiH.

## Povijest
Uz crkvu se nalazio i dominikanski samostan, koji se spominje i ranije. Godine 1592. crkva je pretvorena u džamiju. Tada je iznutra ispod svoda napravljen novi strop. Gotički zvonik služio je kao minaret do 1863. godine, kada je zbog dotrajalosti srušen i zamijenjen novim. Poslije okupacije Bosne i Hercegovine od strane Austro-Ugarske, franjevci su napravili novi crkveni objekt jer se nisu mogli dogovoriti s vlastima oko povrata objekta u vlasništvo Katoličke Crkve.
Kad su Osmanlije osvajale nove krajeve, napose gradove, običavali su pretvarati crkve u džamije. To su npr. napravili sa crkvom u Beogradu 1521., pa sa crkvom sv. Luke u Jajcu, sv. Petra u Livnu, sv. Barbare u Bihaću, pa tako i sa crkvom sv. Ante Padovanskog u Bihaću. Zato je dobila ime Fetija (Osvojena).

## Opis
Građena je u gotičkom stilu sa šiljastim prozorima i visokim krovom. Zvonik je bio osmerokutni, veoma visok, a u vijencu je imao više zidanih tornjića na sominu, a umjesto krovova veoma visok, šiljast tuljac od kamena. Džamija ima pravokutnu osnovu dužine 22,00 i širine 11,50 m. Visina objekta bez krova iznosi 10,50 m, dok je krovna konstrukcija visoka oko 5,00 m.
Na vanjskim se površinama zidova nalaze klesarski znakovi kojima je obilježen skoro svaki blok kamena, a u dijelu oko portala su natpisi, koji nisu dešifrirani.

### Grobne ploče
U Zemaljski muzej Bosne i Hercegovine u Sarajevu, iz ove džamije je 1894. godine doneseno devet nadgrobnih spomenika. Ploče su datirane u period od 1519. do 1565. godine. Većina ploča je s grobova pripadnika hrvatskog plemstva koji su služili u Bihaću i njegovoj okolici. Svi natpisi su pisani latinskim jezikom, a slova su humanistička i gotička. Kronološki red natpisa:
1. Plemić Nikola Farkašić, 1519. godina
2. Plemić Ivan Bucković, 1520. godina
3. Plemić Bernardin Stivković, 1523. godina
4. Bihaćki sudac Luka Cvitković, 1524. godina
5. Plemić Ivan i Gaspar Kobasić, oko 1531. godine (spomenik izrađen 1523. godine)
6. Vicekapetan Petar Rebrović, iza 1531. godine
7. Krojač Luka Bihaćanin, prije 1551. godine
8. Vitez Juraj Šubić, 1560. godina
9. Kapetan Ivan Izačić, 1565. godina.